# Hesperophanes erosus
Hesperophanes erosus là một loài bọ cánh cứng trong họ Cerambycidae.